# 弯柱唐松草
弯柱唐松草（学名：Thalictrum uncinulatum）为毛茛科唐松草属下的一个种。

## 扩展阅读
維基物種上的相關：弯柱唐松草